# Bristol 400
A Bristol 400 egy autótípus, az angliai Bristol Cars autógyár egyik modellje. 1947 és 1950 között összesen 487 darabot gyártottak belőle.

## Képek

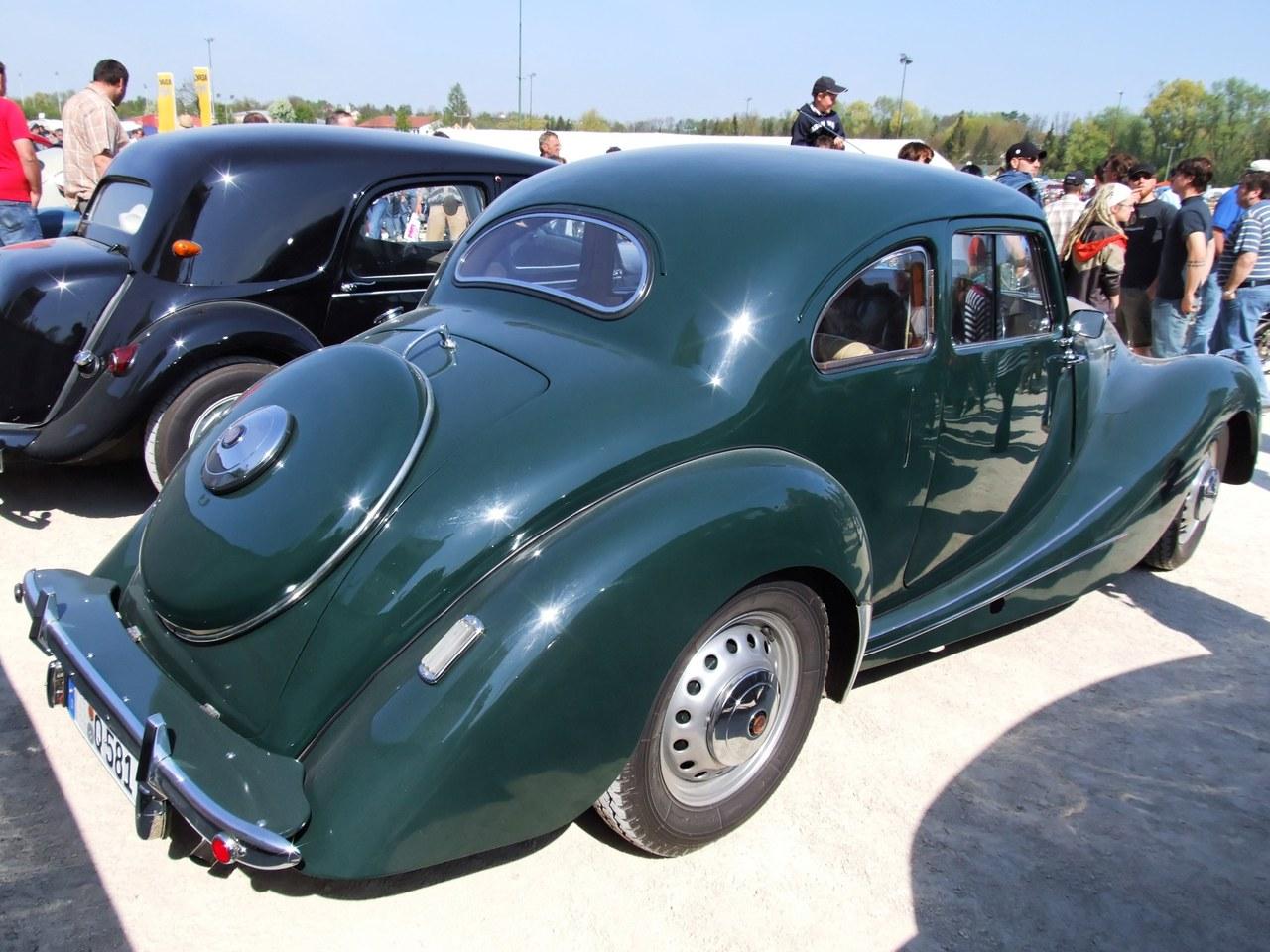
Bristol 400
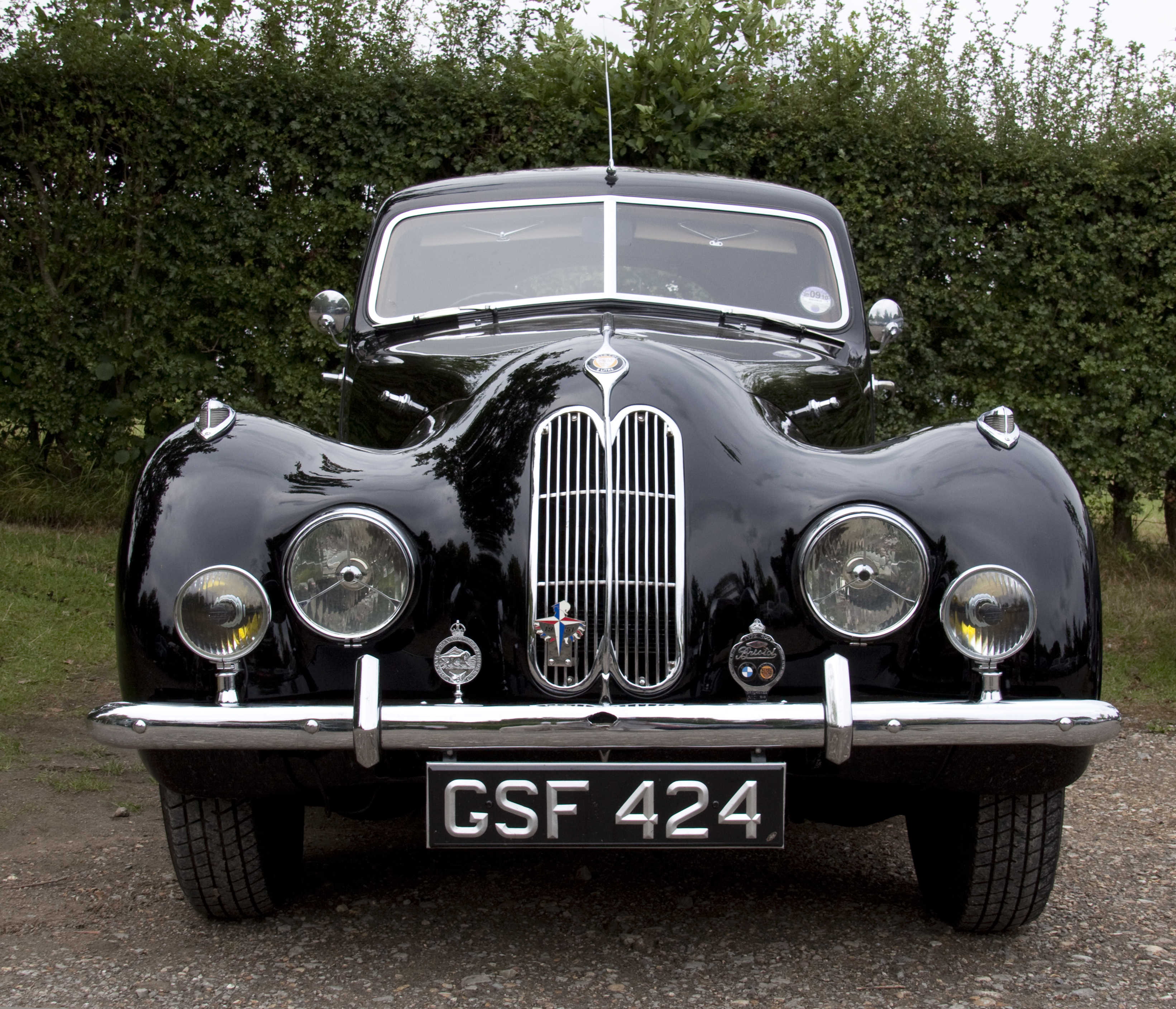
400 (1949)
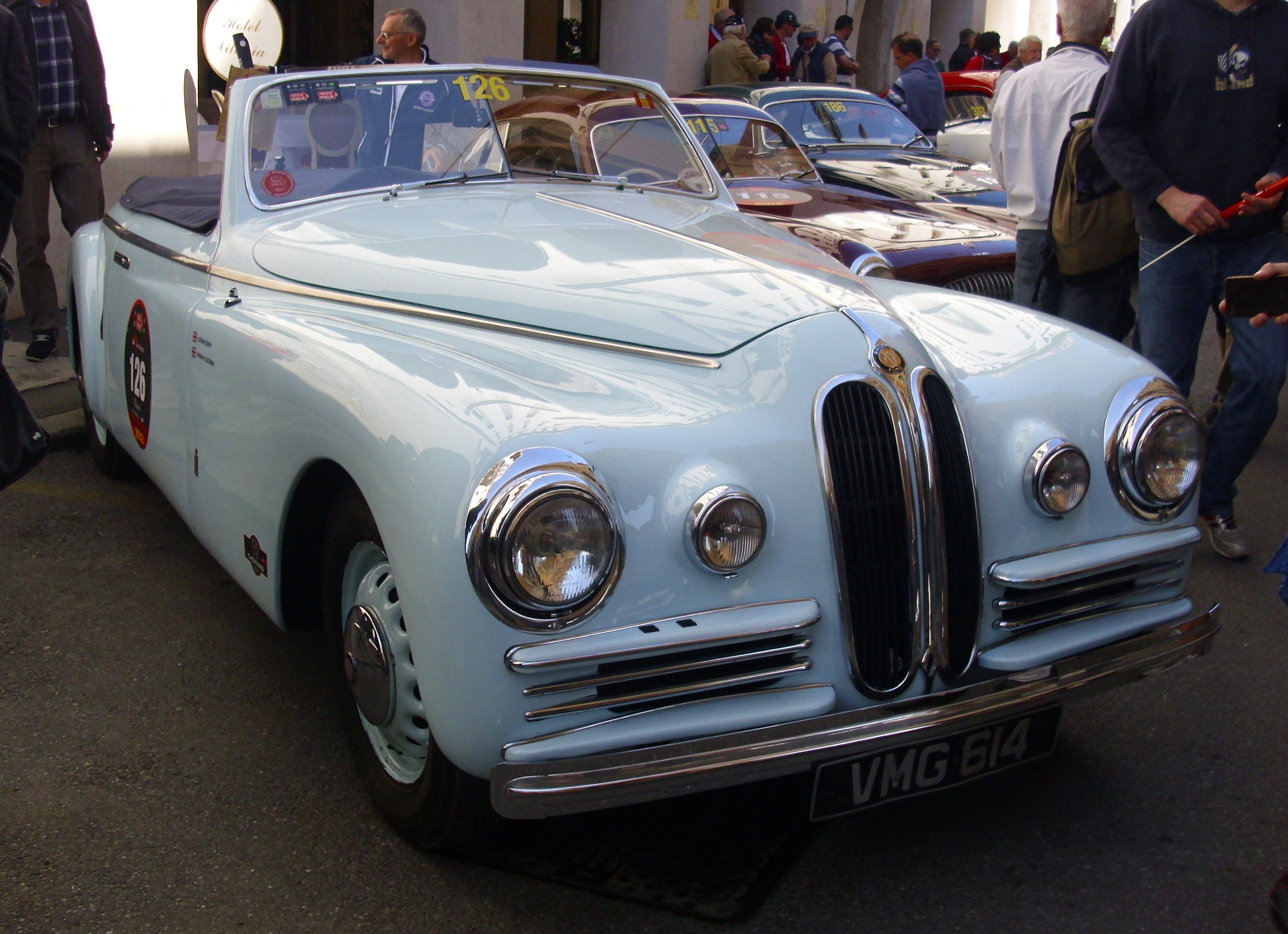
400 Farina (1949)
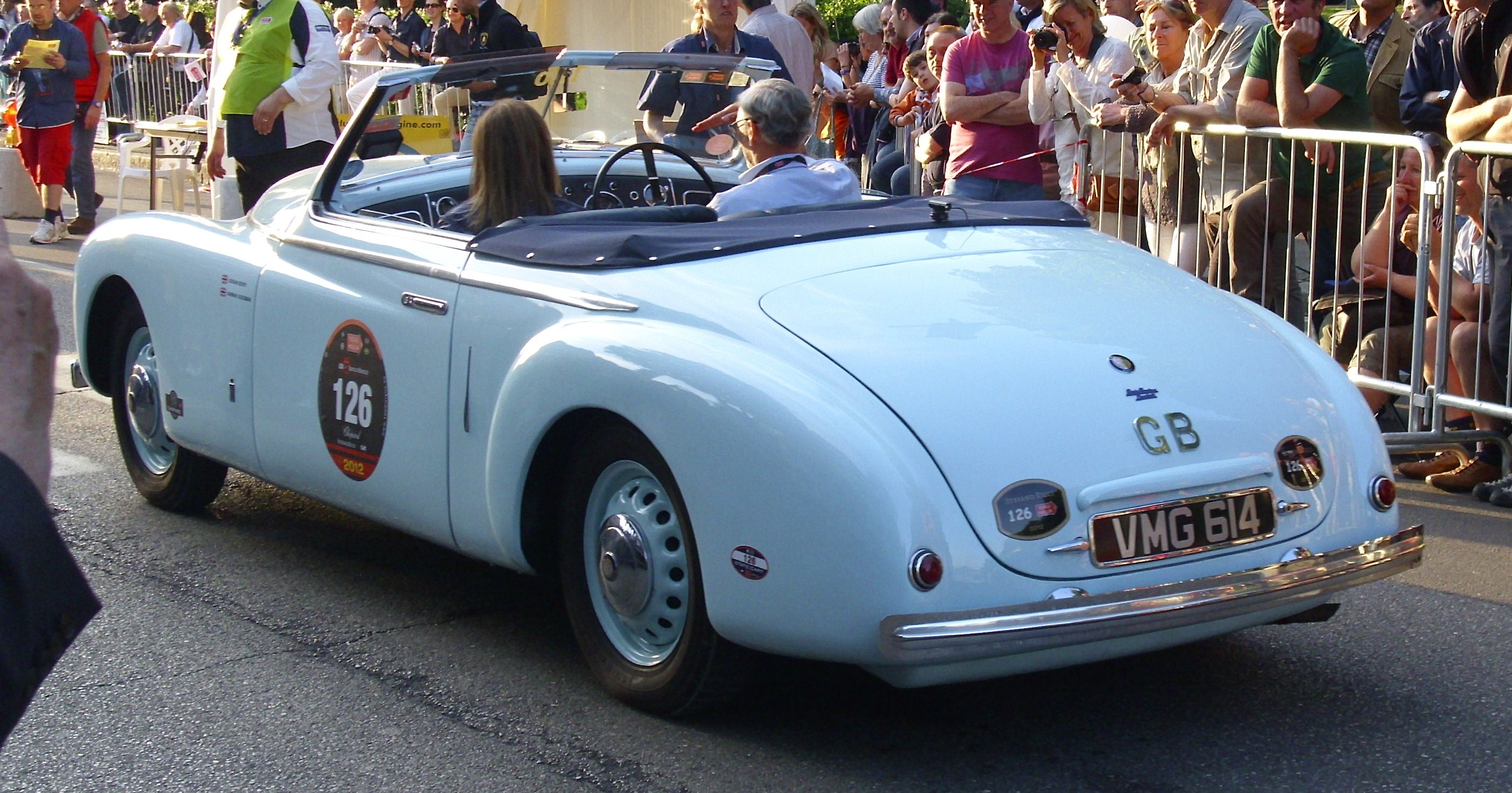
400 Farina (1949)